# Sarvijärvi (sjö i Finland, Kajanaland, lat 64,17, long 30,17)
Sarvijärvi är en sjö i Finland. Den ligger i kommunen Kuhmo i landskapet Kajanaland, i den östra delen av landet, 500 km nordost om huvudstaden Helsingfors. Sarvijärvi ligger 220,3 meter över havet. I omgivningarna runt Sarvijärvi växer i huvudsak barrskog. Den är 11,06 meter djup. Arean är 63,6 hektar och strandlinjen är 7,65 kilometer lång. Sjön  ingår i Uleälvens huvudavrinningsområde. 